# Mérés a kvantummechanikában
A kvantummechanikában a mérés egy fizikai rendszer vizsgálata vagy manipulációja annak érdekében, hogy numerikus eredményt kapjunk. A kvantumelmélet alapvetően egy probabilisztikus elmélet. Ez azt jelenti, hogy a formalizmus csak egy adott mérési eredmény valószínűségét képes jósolni, biztos eredményt általánosságban nem. A valószínűség meghatározásának folyamata során egy kvantumállapotot – amely matematikailag leírja a rendszert – kombináljuk azon mérés matematikai leírásával, amelyet az adott rendszeren végre kívánunk hajtani. Ennek a matematikai képlete a Born-szabályként vált ismertté. Például, egy elektron leírható egy olyan kvantumállapottal, amely a tér minden pontjához hozzárendel egy valószínűségi amplitúdónak nevezett komplex számot. Ha a Born-szabályt erre az amplitúdóra alkalmazzuk, akkor megkapjuk annak valószínűségét, hogy az elektront a mérés során a tér egy adott régiójában találjuk meg. Ugyanez a stratégia felhasználható arra, hogy a részecske lendületének valószínűségét meghatározza. A Heisenberg-féle határozatlansági reláció kimondja, hogy bármely kvantumrészecskének helyét és lendületét nem lehet egyszerre tetszőleges pontossággal meghatározni. Tehát néhány kvantumállapot megengedi, hogy az általa leírt részecske helyét aránylag pontosan meghatározzuk, tehát a helyváltozóhoz tartozó valószínűségsűrűség „kicsúcsosodik”, viszont ebben az állapotban a lendülethez tartozó valószínűségsűrűség közelebb van egy konstans eloszláshoz. Az 1900-as évek második felétől a Bell-egyenlőtlenségek is jelentős hatással voltak arra, hogyan értelmezzük a kvantummechanikai méréseket. Az egyenlőtlenségek által megjósolt viselkedést számos kvantumkísérlet nem igazolta vissza, így kijelenthető, hogy egy kvantumállapot mérési statisztikái általánosságban nem írhatók le lokális rejtett változós elmélettel. Ez azt jelenti, hogy nincs olyan, a kvantumelméleten kívüli, ismeretlen tényező, amely a részecske viselkedését előre, a mérés előtt, kizárólag a közvetlen környezetéből kiindulva meghatározná.
Egy kvantumrendszer mérése általánosságban megváltoztatja az állapotot, amely a rendszert leírja. Ez a jelenség kulcsfontosságú a kvantummechanikában, bár ezen jelenség és általánosságban a mérés pontos interpretációjáról és filozófiai hátteréről nincs általános egyetértés. Matematikailag a kvantummechanikai méréseket többnyire a lineáris algebra és a funkcionálanalízis eszközeinek segítségével írják le.

## A mérési folyamat

### Általános leírás
Bármely mérési folyamat során kölcsönhatás jön létre a mérendő rendszer és a mérőeszköz között. Neumann János leírása alapján egy tipikus kvantummechanikai mérés a következő három lépésből áll:
- Preparáció: részecskék olyan halmazának létrehozása, amelyek ugyanabban a kvantumállapotban vannak, tehát a mérés szempontjából releváns tulajdonságaik megegyeznek. A mérési folyamat mindig egy részecske mérésére vonatkozik.
- Kölcsönhatás: a mérni kívánt rendszer és a mérőeszköz kölcsönhatásba lép, ennek következtében a mért részecske és a mérőeszköz által alkotott összetett rendszer állapota megváltozik.
- Leolvasás: a kölcsönhatás befejeződése után a mérési eredmény leolvasása. Szórási kísérletek esetén a teljes mérést addig kell ismételni, amíg egy megfelelő hibahatárokkal rendelkező középérték nem adódik.

Ez a három lépés klasszikus fizikai mérésekre egyaránt jellemző, azonban  a kvantummechanikai mérések értelmezése mélyebb elméleti magyarázatot igényel. Egy kvantummechanikai mérés eredménye ritkán determinisztikus — ez csak bizonyos kvantumállapotok esetében igaz. Egy tetszőleges kvantumállapot több, jól definiált („fixált”) állapot szuperpozíciója, és az egyes mérési eredmények valószínűsége a szuperpozíciót leíró lineáris kombináció együtthatóiból számítható ki.
Például egy elektron helykoordinátának mérése végrehajtható egy diffrakciós kísérletben, az elektronhoz tartozó anyaghullám az egész ernyőre kiterjed, azonban egyetlen mérés során csak egy konkrét ponton észlelhető jel. A kísérlet sokszori ismétlésével azonban meghatározható annak valószínűsége, hogy a részecske egy adott régióban tartózkodik.

### Gyakorlati megvalósítás
A kvantummechanikai mérés formalizmusa számos fizikai rendszerre alkalmazható. A kvantumfizika korai éveiben a laboratóriumi módszerek közé tartozott többek között a spektrális vonalak leolvasása, a szcintillációk megfigyelése, lenyomatok keresése ködkamrákban, illetve Geiger-számlálók kattanásainak számolása.

## Matematikai leírás

### Megfigyelhető mennyiségek leírása önadjungált operátorokkal
A kvantummechanika általános leírásában minden kvantumrendszert egy Hilbert-tér modellez, melynek minden eleme meghatározza a rendszer egy lehetséges állapotát. A Neumann János által létrehozott formalizmusban egy kvantummechanikai mérést egy, a Hilbert-téren értelmezett önadjungált operátor ír le, melyet megfigyelhető mennyiségnek hívnak.:17 Erre azért van szükség, mert a spektráltétel szerint az önadjungált operátorok sajátértékei valós számok, így azok fizikailag mérhető eredményeknek feleltethetők meg, emellett a sajátállapotaiból egy ortonormált bázis alkotható, tehát az operátor képes a mérési eredmények teljes spektrumát lefedni. A fizikai értelezés szerint a megfigyelhető mennyiséghez tartozó operátor sajátértékei a lehetséges mérési eredmények, a sajátállapotai pedig azok az állapotok, amelyekben a rendszer méréskor biztosan a hozzájuk tartozó sajátértéket szolgáltatja eredményül. Egy tetszőleges kvantumállapot felbontható az operátor sajátállapotainak lineáris kombinációjaként, ahol az egyes állapotokhoz tartozó együtthatók abszolút értékének négyzete megadja annak a valószínűségét, hogy a mérés során az adott sajátértéket kapjuk.
A megfelelő Hilbert-téren a fontosabb klasszikus fizikában ismert mennyiségek, mint a hely, a lendület, az energia és a perdület mind jellemezhetők egy-egy önadjungált operátorral. A Hilbert-tér dimenziója lehet véges vagy végtelen: véges dimenziós terekkel lehetséges diszkrét szabadsági fokokat modellezni, mint például a spint, a végtelen dimenziós terekre pedig a folytonos szabadsági fokok (hely, lendület) leírásához van szükség. Egy véges dimenziós Hilbert-térben az önadjungált operátorok ábrázolhatók egy hermitikus mátrixszal. A folytonos szabadsági fokok leírása matematikailag lényegesen összetettebb: szükség van például a korlátos és korlátlan operátorok közötti különbségtételre, bizonyos konvergencia-kérdések pontos megválaszolására, valamint a sajátérték-fogalom általánosítására is.:79 A spektráltétel azonban ezekre az esetekre is kiterjeszthető, megfelelő matematikai feltevések mellett.

### Projektív mérés
Egy megfigyelhető mennyiséghez tartozó operátor sajátvektorai ortonormális bázist alkotnak a Hilbert-téren, amelyen az operátor definiálva van, továbbá az operátor sajátértékei a lehetséges mérési eredményeket adják meg. Ebben a formalizmusban egy adott kvantumállapotot egy sűrűségmátrixszal írunk le, amely egy olyan pozitív szemidefinit operátor, amelynek a nyoma 1. Ha a sűrűségmátrix rangja 1, akkor megfeleltethető a korábban említett Hilbert-tér egy elemével, és tiszta állapotnak vagy hullámfüggvénynek hívjuk, azonban ha nagyobb a rangja, akkor kevert állapotnak nevezzük. Bármely kevert állapot leírható tiszta állapotok konvex kombinációjaként, azonban ez a kombináció nem feltétlenül egyedi. A sűrűségmátrixból bármely megfigyelhető mennyiség valószínűségeloszlása kinyerhető a Born-szabály segítségével, amely kimondja azt, hogy
{\displaystyle P(x_{i})=\operatorname {tr} (\Pi _{i}\rho ),}
ahol {\displaystyle \rho } az állapotot leíró sűrűségmátrix, {\displaystyle \Pi _{i}} pedig a megfigyelhető mennyiség {\displaystyle x_{i}} sajátértékéhez tartozó sajátvektorából létrehozott projekció. Egy megfigyelhető mennyiség {\displaystyle A} várható értéke értelmezhető a sajátértékeinek Born-valószínűségek szerint vett súlyozott átlagaként, amelyet matematikailag a
{\displaystyle \langle A\rangle =\operatorname {tr} (A\rho )}
egyenlet ír le. A Born-szabály a Hilbert-tér minden egységhosszúságú vektorához hozzárendel egy valószínűséget, amelyeknek az összege bármilyen ortonormált bázisra egy. Egy egységvektorhoz tartozó valószínűség kizárólag a kvantumrendszert leíró sűrűségmátrixtól függ, a Hilbert-téren választott bázistól nem.

### Pozitív operátor értékű mérték
A pozitív operátor értékű mértékekkel a kvantummechanikai mérés legáltalánosabb módját írjuk le, és rendkívül alkalmatos a kvantumtérelmélet és kvantuminformáció területén. Ahogy egy tiszta állapottal leírt kvantumrendszer alrendszerét általánosságban egy kevert állapot írja le, úgy egy kvantumrendszeren végrehajtott projektív mérés alrendszerre vetített hatását egy pozitív operátor értékű mérték ír le.
Legegyszerűbb esetben, egy véges dimenziós Hilbert-térben a véges számosságú pozitív operátor értékű mérték a Hilbert-térre ható pozitív szemidefinit mátrixok {\displaystyle \{F_{i}\}_{i=1}^{n}} halmaza, amelyek összege az egységmátrix.:90 Ebben az esetben {\displaystyle F_{i}} az {\displaystyle x_{i}}-vel jelölt mérési eredménynek felel meg úgy, hogy egy adott {\displaystyle \rho } sűrűségmátrix esetén {\displaystyle x_{i}} valószínűsége pontosan {\displaystyle \operatorname {tr} (F_{i}\rho )}. Ha az állapot tiszta állapot, akkor a valószínűség leegyszerűsödik a következőre:
{\displaystyle P(x_{i})=\operatorname {tr} (|\Psi \rangle \langle \Psi |F_{i})=\langle \Psi |F_{i}|\Psi \rangle }

### Mérés általi állapotváltozás
Egy kvantummechanikai rendszeren végzett mérés általában megváltoztatja a rendszert leíró állapotot. Egy projektív operátor értékű mérték leírása nem képes kifejezni ezt a változást,:134 azonban ha a mérték elemeit felbontjuk egy mátrix komplex transzponáltjának és az eredeti mátrixnak a szorzatára:
{\displaystyle F_{i}=A_{i}^{\dagger }A_{i}},
akkor a {\displaystyle \rho } állapot {\displaystyle F_{i}} mérés végrehajtása után egy {\displaystyle \rho '} állapot lesz, amely a következőképp írható le:
{\displaystyle \rho \to \rho '={\frac {A_{i}\rho A_{i}^{\dagger }}{\operatorname {tr} (\rho F_{i})}}.}
Az {\displaystyle A_{i}} mátrixokat Kraus-operátoroknak hívjuk. Ennek speciális esete a Lüders-szabály, amikor projektív mérést hajtunk végre, és a Kraus-operátorok felcserélhetők a Neumann-féle formalizmusban ismert megfigyelhető mennyiségek sajátvektorterére vetítő projektorokra:
{\displaystyle \rho '={\frac {\Pi _{i}\rho \Pi _{i}}{\operatorname {tr} (\rho \Pi _{i})}}.}
Ha a kezdeti állapot tiszta, és minden {\displaystyle \Pi _{i}} projektor rangja egy, akkor tovább egyszerűsödik a mérés utáni állapot:
{\displaystyle \rho =|\Psi \rangle \langle \Psi |\to \rho '={\frac {|i\rangle \langle i|\Psi \rangle \langle \Psi |i\rangle \langle i|}{|\langle i|\Psi \rangle |^{2}}}=|i\rangle \langle i|.}
Ennek a folyamatnak a közismertebb neve hullámfüggvény-összeomlás. A folyamat arra utal, hogy ha egy kvantummechanikai mérést gyorsan megismétlünk, akkor mindkét alkalommal ugyanazt az eredményt kapjuk. Fontos megjegyezni, hogy ez a valóságban előforduló jelenséget erősen leegyszerűsíti, ugyanis fizikai értelemben egy mérés gyakran olyan jelenséggel jár, mint például egy foton elnyelődése, így másodjára nem is válik mérhetővé.:91
Sűrűségmátrixokra definiálható egy olyan leképezés, amely nyomtartó és teljesen pozitív, és leírja egy kvantumállapot mérés utáni változását abban az esetben, ha a mérési eredmény elveszik::159
{\displaystyle \rho \to \sum _{i}A_{i}\rho A_{i}^{\dagger }.}
Ez a leképezés ismert példája a kvantumcsatornáknak.:150

## Példák

### Qubit
A kvantumbit vagy qubit olyan kvantumrendszernek az egyik legismertebb példája, amelyet egy véges dimenziós Hilbert-tér ír le. A kvantumbitet leíró tér kétdimenziós, az egységhosszúságú bázisvektorait {\displaystyle |0\rangle } és {\displaystyle |1\rangle } jelöli, egy tetszőleges tiszta állapotot pedig a következő lineáris kombinációval lehet leírni:
{\displaystyle |\Psi \rangle =\alpha |0\rangle +\beta |1\rangle ,}
ahol {\displaystyle \alpha } és {\displaystyle \beta } komplex számok. A Born-szabály szerint a {\displaystyle \{|0\rangle ,|1\rangle \}} bázisban alkalmazott mérés megadja, hogy a {\displaystyle 0} eredmény valószínűsége {\displaystyle |\alpha |^{2}}, az {\displaystyle 1} eredmény valószínűsége pedig {\displaystyle |\beta |^{2}}. Mivel a mérési valószínűségek összege 1 kell, hogy legyen, így ezeknek a komplex számoknak a következő egyenletet kell teljesítenie:
{\displaystyle |\alpha |^{2}+|\beta |^{2}=1.}
Egy tetszőleges kvantumbit-állapotot a Pauli-mátrixok segítségével lehet kifejezni::126
{\displaystyle \rho ={\frac {1}{2}}(I+r_{x}\sigma _{x}+r_{y}\sigma _{y}+r_{z}\sigma _{z})},
ahol {\displaystyle (r_{x},r_{y},r_{z})} egy valós számhármas, amely egy pontot jelöl az origó-középpontú egységsugarú gömbfelszínen, a Pauli-mátrixok pedig a következők:
{\displaystyle \sigma _{x}={\begin{pmatrix}0&1\\1&0\end{pmatrix}},\quad \sigma _{y}={\begin{pmatrix}0&-i\\i&0\end{pmatrix}},\quad \sigma _{z}={\begin{pmatrix}1&0\\0&-1\end{pmatrix}}.}
A Hilbert–Schmidt belső szorzat alapján a Pauli-mátrixok páronként ortogonálisak és a nyomuk nulla. Az {\displaystyle (r_{x},r_{y},r_{z})} koordináták a Pauli-mátrixok által leírt mérhető mennyiségek várható értékét adják meg.:126 A szakasz elején bevezetett {\displaystyle |0\rangle } és {\displaystyle |1\rangle } vektorok a {\displaystyle \sigma _{z}} mátrix sajátvektorai. Ha ebben a bázisban mérünk egy tiszta kvantumbit-állapotot, akkor a Lüders-szabály szerint a mérést követő állapot vagy {\displaystyle |0\rangle } vagy {\displaystyle |1\rangle }, továbbá a mérést követően a {\displaystyle \sigma _{x}} és {\displaystyle \sigma _{y}} méréseinek eredménye határozatlan, tehát 50% valószínűsége van mindkét mérési eredménynek.

### Harmonikus oszcillátor

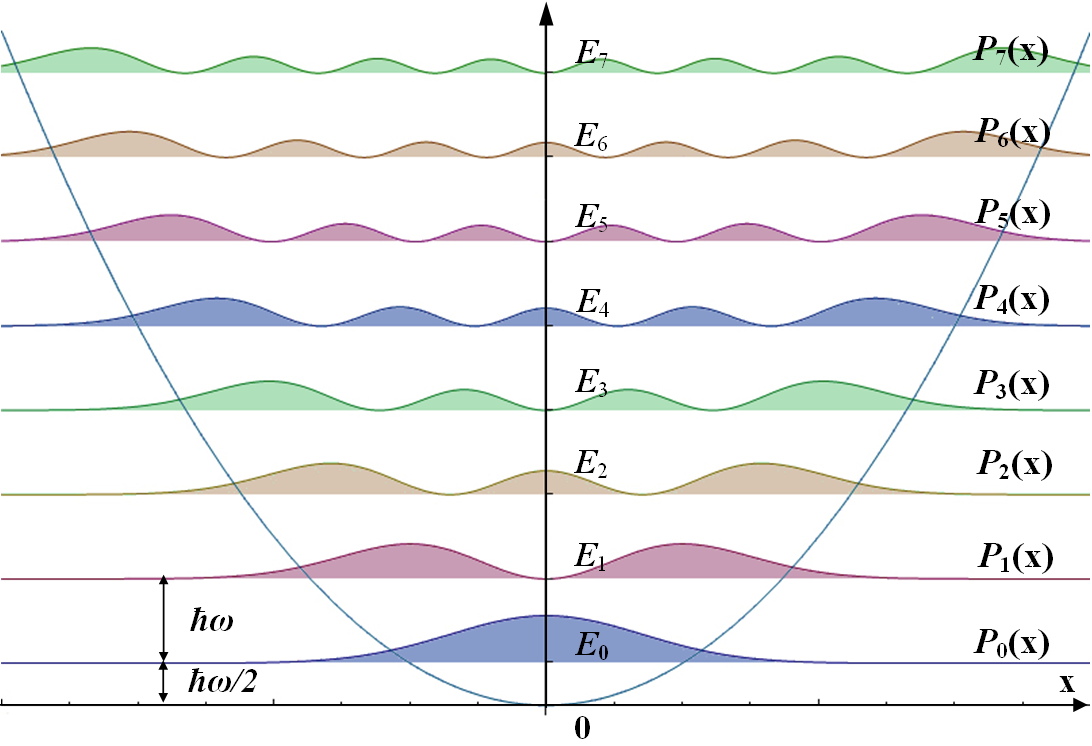
Az egydimenziós harmonikus oszcillátor első nyolc energia-sajátállapotának valószínűségsűrűsége helymérés esetén

Egy folytonos változóval is rendelkező kvantumrendszer elemi példája a harmonikus oszcillátor.:24 A rendszer dinamikáját és energiaspektrumát a következő Hamilton-operátor határozza meg:
{\displaystyle H={\frac {p^{2}}{2m}}+{\frac {m\omega ^{2}x^{2}}{2}},}
ahol {\displaystyle p} az impulzusoperátor, {\displaystyle x} pedig a helyoperátor. Ezek az operátorok önadjungáltak és a valós értékű négyzetesen integrálható függvények Hilbert-terén hatnak. A Hamilton-operátorok sajátértékei az időfüggetlen Schrödinger-egyenlet megoldásai:
{\displaystyle H|n\rangle =E_{n}|n\rangle .}
Bizonyítható, hogy az energia-sajátértékek egy diszkrét halmazt alkotnak, matematikailag leírva pedig a következők:
{\displaystyle E_{n}=\hbar \omega \left(n+{\frac {1}{2}}\right).}
Egy harmonikus oszcillátor helymérésének lehetséges eredményei azonban egy folytonos halmazba tartoznak, szóval a kvantummechanika formalizmusának jóslatait ebben az esetben egy {\displaystyle P_{n}(x)} sűrűségfüggvény határozza meg.

## Fordítás
- Ez a szócikk részben vagy egészben  a   Measurement in quantum mechanics című angol Wikipédia-szócikk fordításán alapul.  Az eredeti cikk szerkesztőit annak laptörténete sorolja fel. Ez a jelzés csupán a megfogalmazás eredetét és a szerzői jogokat jelzi, nem szolgál a cikkben szereplő információk forrásmegjelöléseként.
- Ez a szócikk részben vagy egészben  a   Quantenmechanische Messung című német Wikipédia-szócikk fordításán alapul.  Az eredeti cikk szerkesztőit annak laptörténete sorolja fel. Ez a jelzés csupán a megfogalmazás eredetét és a szerzői jogokat jelzi, nem szolgál a cikkben szereplő információk forrásmegjelöléseként.